# Wittmann Patch
Der Wittmann Patch ist eine temporäre Bauchfaszienprothese aus Klettverschlussmaterial, die in Fällen benutzt wird, in denen der Bauch wegen abdominaler Drucksteigerung nicht geschlossen werden kann oder wenn mehrere aufeinanderfolgende Operationen geplant sind (Programmierte Relaparotomie, Etappenlavage, Staged Abdominal Repair [STAR]). Der Wittmann Patch besteht aus zwei sterilen Kunststoffblättern, die mit Haken und Ösen zur gegenseitigen Verankerung armiert sind.

## Indikationen
Der Wittmann Patch ist nicht für die permanente Implantation bestimmt. Beispiele für seine mögliche Anwendung sind:
- Abdominelles Kompartmentsyndrom,[1]
- abdominaler Hochdruck mit Beeinträchtigung vitaler Organfunktion,
- notfallmäßige Versorgung von Bauchtraumen als Notmaßnahme bis zum endgültigen Eingriff unter stabilen Kreislaufverhältnissen,
- diffuse Peritonitis / intra-abdominale Infektion,
- akute infizierte Nekrose der Bauchspeicheldrüse bei Pankreatitis,
- Darmischämie oder Darmnekrose,
- massive intra-abdominale Blutung,
- Komplikationen eines geplatzten Bauchaorten-Aneurysmas,
- Komplikationen bei der abdominalen Organtransplantation,
- durch Ödem gefährdete Durchblutung zu kritischen operierten Strukturen nach ausgedehnten Operationen.

## Operationstechnik
Der Wittmann Patch wird grob auf die Größe der Bauchwundenöffnung zurechtgeschnitten. Dann können die einzelnen Blätter voneinander getrennt und jeweils an die Faszie genäht werden. Zunächst wird das weiche Schlingenblatt beim Längsschnitt an die rechte oder beim queren Bauchdeckenschnitt an die obere Abdominalfaszie genäht (am besten mit einem fortlaufenden Nylonfaden), dass die Schlingen nach außen zeigen und die glatte Seite auf dem Bauchhöhleninhalt zu liegen kommt.
Dann muss das überstehende freie Ende unter die Bauchwand zwischen viszeralem und parietalem Peritoneum der anderen Seite geschoben werden, damit der gesamte Darm und das große Netz verdeckt sind.
Nun wird das steifere Hakenblatt so an die linke oder untere Bauchdeckenfaszie genäht, dass die Haken nach innen zeigen und somit in das Schlingenblatt gepresst werden können.
Auch das Hakenblatt wird am besten mit fortlaufender Naht mit einem Nylonfaden in weiten Stichen an der Bauchdeckenfaszie befestigt. Die Größe des bewusst überdimensionierten Hakenblattes kann am freien Rand so weit zurückgeschnitten werden, dass es in die Wunde passt, also etwas kleiner wird als der Abstand zwischen den beiden Faszienrändern.
Das Schlingenblatt muss nur selten verkleinert werden. Beim Schließen des Klettverschlusses sollte man darauf achten, dass ein geringer Restzug auf die Faszien ausgeübt wird, damit sich die Faszien nicht seitwärts retrahieren und schrumpfen können. Andererseits muss genügend druckentlastender Spielraum gelassen werden, um eine Beeinträchtigung der Organfunktionen der Niere, Leber, Lungen und des Kreislaufs sowie der Darmdurchblutung durch den abdominalen Hochdruck zu vermeiden.
Idealerweise sollte der Wittmann Patch unter den Bedingungen der strikten Operationsstrategie der programmierten Relaparotomie (Staged Abdominal Repair) eingesetzt werden.

## Geschichte
Der Wittmann Patch wurde von Dietmar Wittmann im Jahr 1987 erfunden. Er stellt das Endresultat einer langjährigen Erforschung mehrerer Techniken des temporären Bauchverschlusses dar, an denen er mit Kollegen von der Universität Hamburg seit 1978 arbeitete, um die Prognose von Patienten mit weit fortgeschrittener diffuser eitriger Peritonitis und Organversagen durch intra-abdominale Drucksteigerungen zu verbessern. Dazu gehörten die Dynamische Retention Sutures (bis 1982), der normale im Kaufhaus erworbene Reißverschluss (bis 1986) und der breitsäumige Gleitverschluss Ethizip. 1988 nahm Wittmann eine Professur am Medical College of Wisconsin in den USA an und entwickelt sowohl den Klettverschluss als auch die Operationsmethode Staged abdominal Repair (STAR) fort. Eine prospektive randomisierte Studie war allerdings bisher wegen zu kleiner Fallzahlen nicht möglich.